# 고란 하지치
고란 하지치(세르비아어: Горан Хаџић, 발음 [ɡǒran xǎdʒiːtɕ], 1958년 9월 7일 ~ 2016년 7월 12일)는 세르브계 크로아티아인의 정치인이자 크로아티아 독립 전쟁 시기 세르비아 크라이나 공화국(RSK)의 2대 대통령이다. 구유고슬라비아 국제형사재판소(ICTY)에서 여러 전쟁법 위반과 인도에 반한 범죄 혐의로 기소되었다.
하지치는 14건의 전쟁 범죄와 인도에 반한 범죄 혐의로 기소되었다. 혐의 중에는 1991년 6월부터 1993년 12월까지 부코바르에서 2만명을 포함해 크로아티아 영토 내에서 "수만 명의 크로아트인 및 기타 비세르브인 민간인을 추방하거나 강제 이송"하는 데 범죄적으로 관여한 혐의, 구금자들의 강제 노동 혐의, 부코바르를 포함한 10개 도시에서 크로아트인 및 기타 비세르브인 수백명을 학살하거나 살해를 지시한 혐의, 부코바르 병원에서 입수한 264명을 포함해 "구금자에 대한 고문, 구타, 살해"를 지시한 혐의 등이 포함되어 있다.
하지치는 ICTY 재판소에서 마지막으로 남은 도주자였으나 2011년 7월 20일 수배 8년 만에 세르비아 정부에게 체포되었다. 2014년 말기 뇌종양 진단을 받았으며, 2년 후인 2016년 57세의 나이로 사망했다. 하지치의 사망으로 진행되었던 ICTY 재판도 중단되었다.

## 생애

### 어린 시절
하지치는 유고슬라비아 사회주의 연방공화국 크로아티아 SR에 있는 파체틴에서 태어났다. 젊은 시절에는 정계에서 유고슬라비아 공산주의자동맹의 일원으로 활동했다. 크로아티아 독립 전쟁이 발발하기 전 하지치는 창고업자로 일했다. 하지치는 파체틴 지역 공동체 의장으로도 활동했다. 1990년 봄 하지치는 민주적 변화를 위한 공산주의자동맹 소속으로 부코바르 시의회 의원으로 선출되었다.
1990년 6월 10일 하지치는 세르브인 민주당(SDS)에 입당해 부코바르 지역당 당협회장으로 선출되었다. 1991년 3월 하지치는 부코바르 시의회 의장, 크닌의 세르브인 민주당 중앙위원회 및 당집행위원회 위원, 동슬라보니아 바라냐 서시르미아 세르브인 민주당 지역당위원회 위원장을 역임했다. 1991년 6월 25일 이전에는 동슬라보니아 바라냐 서시르미아 세르브인 자치주의 세르브인 국가위원회와 동슬라보니아 바라냐 서시르미아 지역을 총괄하는 세르브인 민주 포럼의 지도자였다.

### 크로아티아 전쟁 시기

1992년 고란 하지치의 모습

하지치는 1991년 3월 말 크로아티아 독립 전쟁의 전조가 되는 플리트비체 호수 사건에 가담했다. 1991년 6월 25일 동슬라보니아의 세르브인 집단은 의회(세르보크로아트어: Velika narodna skupština Slavonije Baranje i Zapadnog Srema 벨리카 나로드나 스쿱슈티나 슬라보니예 바라네 이 자파드노그 스레마[*])를 조직해 이 지역에 세르브인 자치주(SAO)를 구성하기로 결정해 동슬라보니아 바라냐 서시르미아 세르브인 자치주를 유고슬라비아의 일부였던 크로아티아 공화국에서 독립하기로 결정했다. 하지치는 이 지역 정부를 이끌 후보로 선출되었다.
1992년 2월 26일 2개 슬라보니아의 SAO는 공식적으로 세르비아 크라이나 공화국(RSK)에 가입했고, 크라이나 의회는 세르비아 크라이나 공화국의 총리를 밀란 바비치에서 하지치로 교체했다. 바비치는 슬로보단 밀로셰비치의 의중과 달리 밴스 계획 평화안에 반대했다는 이유로 해임되었다. 하지치는 자신이 "슬로보단 밀로셰비치의 메신저"라고 자랑했다. 하지치는 1993년 12월까지 총리 직책을 맡았다.
1993년 9월 크로아티아가 메다크 포위 작전을 시작하자 하지치는 베오그라드에 병력, 장비, 무기를 긴급히 요청했다. 이 요청은 세르비아 관료들이 무시했지만 젤코 라주나토비치(아르칸)의 지휘 하에 세르비아 의용방위군의 준군사병력 약 4천명이 세르비아 크라이나 공화국군을 지원하기 위해 파견되었다. 1994년에는 밀란 마르티치가 대통령으로 선출되면서 하지치가 대통령 임기를 끝냈다. 1995년 하지치는 크라이나와 스릅스카 공화국을 통합하러는 계획을 반대하며 이를 진행하면 동슬라보니아가 크라이나에서 독립하겠다고 위협했다.
1995년 8월 크로아티아의 폭풍 작전 이후 동슬라보니아의 크라이나 공화국 영토만 크로아티아 정부의 통제 밖으로 남았다. 1996년에서 1997년 사이 하지치는 스렘-바라냐 지구 의장이 되었으며 이후 동슬라보니아 지역은 에르두트 협정의 조항에 따라 크로아티아로 평화롭게 재통합되었다. 이후 하지치는 유고슬라비아 연방의 세르비아로 이주했다. 2000년에는 베오그라드에서 열린 전범으로 기소되었던 젤코 라주나토비치의 장례식에 참여하여 그를 "거대한 영웅"이라고 칭했다.

### 크로아티아 법원의 기소
하지치는 크로아티아에서 두 가지 혐의로 기소되어 궐석재판을 받았다. 1995년에는 시베니크와 보디체를 향한 로켓 공격으로 유죄 판결을 받고 20년형을 선고받았다. 1999년에는 오시예크 인근의 테냐에서 전쟁 범죄 혐의로 유죄 판결을 받고 추가 20년형 징역형을 받았다. 2001년에는 국제형사경찰기구(인터폴)이 하지치를 지명수배자 목록에 올렸고 국제수배 적색수배령을 내렸다.
2002년 크로아티아 검찰청은 부코바르, 오시예크, 빈코브치, 주파나 및 기타 지역에서 약 1,300명의 크로아트인을 살해한 혐의로 소위 부코바르 3인(베셀린 슐리반차닌, 밀레 므르크시치, 미로슬라브 라디치) 및 유고슬라비아 인민군의 고위 지휘관들과 함께 하지치를 추가로 기소했다.

### ICTY의 기소와 도주
구유고슬라비아 국제형사재판소(ICTY)는 하지치를 2004년 6월 4일 전쟁 범죄 혐의로 기소했다.
하지치는 1991년부터 1993년까지 크로아티아 내에서 크로아트인 민간인 수천명을 강제 추방하고 살해한 데 관여한 혐의로 14건의 전쟁 범죄 및 인도에 반한 범죄 기소를 받았다. 하지치의 기소장에서는 1991년 부코바르 병원에서 발생한 250명 학살 사건인 부코바르 학살에 대한 혐의, 달 학살, 에르두트 학살, 로바스 학살에 대한 혐의, 스타이체보 수용소, 베게이치 수용소, 스렘스카미트로비차 감옥 수용소 운용에 관여한 혐의, 달, 에르두트, 로바스, 토바르니크, 부코바르에서 주택, 문화 건물, 종교 건물을 무자비하게 파괴된 혐의 등이 적혔다.
체포되기 수 주 전 하지치는 세르비아 노비사드에 있는 자택에서 사라져 잠적했다. 2005년 세르비아 언론은 하지치가 세르비아 이리그나 몬테네그로 비옐라에 있는 세르비아 정교회 수도원 건물로 숨은 것 같다는 기사를 냈다. 보이보디나 사회민주주의자동맹 당수인 네나드 차나크는 하지치가 2006년 프루슈카고라산 어딘가의 수도원에 잠적해 있다고 주장했다. 한 때는 벨라루스에 숨어 있다는 소문도 돌았다.
2007년 10월 세르비아 정부는 하지치를 체포할 수 있는 중요 정보를 제보하면 25만 유로를 현상금으로 지급한다고 발표했다. 정의를 위한 보상 프로그램(RFJ)에서 하지치를 체포할 수 있는 중요 정보 제보에 대해 최대 5백만 달러의 현상금을 걸었다.
2010년에는 세르비아 정부가 하지치 체포 현상금을 140만 달러로 올렸다. 세르브계 크로아티아인 정치인인 밀로라드 푸포바츠는 하지치의 재판을 ICTY로 이송할 수 있냐는 언론의 질문에 세르비아 정부가 하지치를 재판해야 한다고 답했다.
한편 2009년 10월 9일 세르비아 경찰은 하지치의 저택을 급습해 그의 소지품 일부를 압수했으나 별다른 발표를 하지 않았다.
2010년 유럽 연합 이사회는 하지치 가족의 EU 내 입국을 차단했다. 두 번째로 전쟁범죄 도주자였던 라트코 믈라디치가 체포되고 인도된 이후에도 EU는 마지막으로 남은 하지치까지 전부 체포 후 인도하여 헤이그에서 재판을 받아야 한다고 주장했다. 또한 EU는 하지치가 계속 도망자로 잠적하고 다니는 것이 세르비아의 EU 가입을 방해하는 요소가 된다고 강조했다.

### 체포 이후
2011년 7월 20일 세르비아의 대통령 보리스 타디치는 세르비아 경찰이 하지치를 체포했다고 발표했다. 타디치는 하지치 체포가 세르비아의 역사에서 "매우 어려운 장"을 하나 마감했다고 밝혔다.
경찰은 20시 24분경 프루슈카고라산 방면의 크루셰돌셀로 마을에서 숨어 있던 하지치를 체포했으며 ICTY의 기소 직후부터 계속 숨어 있던 것으로 보인다고 밝혔다.
수사관은 도난당했던 아메데오 모딜리아니의 그림을 통해 하지치의 행방을 추적했다. 하지치는 초상화를 팔아 현금화하러다 정부의 추적을 받아 걸렸다.
체포 당시 하지치는 ICTY에게 기소된 사람 중 마지막까지 잠적한 사람이다. 하지치는 프루슈카고라산에서 구금된 후 베오그라드 특별법원에서 인도 심리를 받았으며 특별법원에서는 헤이그 인도를 위한 모든 전제조건이 충족되었다고 판단했다. 하지치는 인도 결정에 항소하지 않았다.

#### 반응
체포 소식이 발표되자 세르비아의 EU 가입 장애물 중 하나가 사라졌으며, 《뉴욕 타임스》는 "유엔 재판소에 대한 모든 의무를 완수했다"고 보도했다. EU 지도자들도 세르비아 정부의 체포 소식에 축하하며 "더 나은 유럽의 미래"에 대한 세르비아의 약속 준수 신호라고 밝혔다.
네덜란드의 외무장관 위리 로센트할은 이번 체포 소식에 대해 "물론 또 하나의 좋은 조치가 취해진 것이다. 믈라디치가 체포된 후 우리는 세르비아 측에 "이제 마지막 한 걸음을 내딛어 (미래 EU 가입을 위해) 하지치를 체포하는 것은 여러분에게 달려 있다"고 말했다. 그리고 이제 해냈다. 여기에는 인권, 부패와 사기 척결, 경제 정상화, 그리고 가장 중요한 유고슬라비아 국제재판소와의 협력 등이 남아 있다. 그래도 마지막은 잘 해내고 있다."고 말했다.

#### 범죄인 인도
7월 22일 스네자나 말로비치 법무장관은 하지치가 아픈 어머니, 아내, 아들, 여동생 을 지프와 경찰차 호송대 안에서 면회한 후 아침에 세르비아 전범법원의 구금 시설을 떠나 노비사드로, 이후 베오그라드 니콜라 테슬라 공항에서 세스나 항공기를 타고 헤이그로 인도되었다고 발표했다. 하지치는 인도 명령에 항소하지 않았으며 곧바로 로테르담 공항에 도착했다.
크로아티아 정부는 검찰청과 법무부에 하지치를 크로아티아에서 저지른 "다른 심각한 범죄"에 대한 전범 재판장으로 대려오기 위해 "필요한 조치를 모두 취해라"고 명령했다. 크로아티아 정부는 하지치가 이전에 크로아티아 법원 궐석재판으로 판결난 2건의 징역형을 복역하기를 원한다고 밝혀졌다.

### 재판과 사망
하지치의 첫 ICTY 기소인부절차는 7월 25일 열렸으며 15분간 진행되었다. 하지치는 크로아티아 전쟁 기간 혐의에 대해 모든 발언을 거부했다. 하지치의 변호인 블라디미르 페트로비치는 "오늘 변론을 아에 하지 않을 것"이라고 말했으며 이는 "자신에게 부여된 정당한 권리를 행사하는 것이다..."라고 말했다.
8월 24일 열린 2차 공판에서 하지치는 전부 무죄를 주장했다. 검찰은 141명의 증인을 부르겠다고 발표했으며 이 중 7명은 나중에 서면 보고서를 제출한 전문가이다. 또한 82명의 사실증인의 증언도 나왔으며 이 중 20명은 법정에서 증거를 제출할 예정이라고 밝혔다. 나머지 62명의 증언 녹취록은 증거물로 제출할 예정이며 변호인단은 추후 증인을 반대심문할 기회를 갖게 된다.
검찰은 증인과 전문가 조사에 총 185시간을 배정받았다. 본 재판은 2012년 10월 16일 시작되었다. 검찰은 2013년 11월 소송을 완료했고 2014년 2월 재판부는 하지치의 재판 중 무죄를 요구하는 신청을 거부했다. 당시 하지치는 검찰이 자신의 유죄를 입증할 만한 근거가 부족하다고 주장했다. 이후 하지치는 자신이 스스로의 변호를 맡았다.
하지치는 2014년 11월 뇌종양 말기 진단을 받았다. 화학요법을 비롯한 여러 항암 치료의 부작용으로 하지치는 재판에 참여할 수 없어 2014년 10월 이후 재판이 중단되었다. 검찰은 부재 중에도 궐석재판 형태로 계속 이어나가길 바랬지만 궐석재판은 승인되지 않았다. 2015년 4월 법원은 하지치의 치료차 임시 석방을 승인했고 세르비아로 송환되었다. 하지치는 이듬해인 2016년 7월 12일 57세의 나이로 암으로 사망했다.